# Экс-ле-Бен-2
Экс-ле-Бен-2 (фр. Aix-les-Bains-2) — кантон во Франции, департамент Савойя, регион Рона — Альпы, округ Шамбери. INSEE код кантона — 7302. Кантон был образован в 2015 году.

## История
По закону от 17 мая 2013 и декрету от 14 февраля 2014 года количество кантонов в департаменте Савойя уменьшилось с 37 до 19. Новое территориальное деление департаментов на кантоны вступило в силу во время выборов 2015 года. Таким образом, кантон Экс-ле-Бен-2 был образован 22 марта 2015 года из часть города Экс-ле-Бен и двух коммун старого кантона Экс-ле-Бен-Сюд.

## Население
Согласно переписи 2012 года (считается население коммун, которые в 2015 году были включены в кантон) население Экс-ле-Бен-2 составляло 26 429 человека. Из них вне Экс-ле-Бен проживает 5338 человек. Из них 22,8 % были младше 20 лет, 19,3 % — старше 65. 29,4 % имеет высшее образование. Безработица — 8,2 %. Активное население (старше 15 лет) — 2485.

## Экономика
Распределение населения по сферам занятости в городе Экс-ле-Бен: 0,1 % — сельскохозяйственные работники, 8,2 % — ремесленники, торговцы, руководители предприятий, 16,0 % — работники интеллектуальной сферы, 26,5 % — работники социальной сферы, 28,7 % — государственные служащие и 20,6 % — рабочие.
Распределение населения по сферам занятости вне города Экс-ле-Бен:  8,4 % — ремесленники, торговцы, руководители предприятий, 23,7 % — работники интеллектуальной сферы, 28,4 % — работники социальной сферы, 25,3 % — государственные служащие и 14,3 % — рабочие.

## Коммуны кантона
C 2015 года в кантон входят 3 коммуны, офис находится в коммуне Экс-ле-Бен.
| Коммуна               | Название по-французски | Население, чел. (2012) | Площадь | Код INSEE |
| --------------------- | ---------------------- | ---------------------- | ------- | --------- |
| Экс-ле-Бен (частично) | Aix-les-Bains          | 28 729                 | 12,62   | 73008     |
| Мукси                 | Mouxy                  | 2207                   | 6,28    | 73182     |
| Трезерв               | Tresserve              | 3131                   | 2,77    | 73300     |

## Политика
Согласно закону от 17 мая 2013 года избиратели каждого кантона в ходе выборов выбирают двух членов генерального совета департамента разного пола. Они избираются на 6 лет большинством голосов по результату одного или двух туров выборов.
В первом туре кантональных выборов 22 марта 2015 года в Экс-ле-Бен-2 баллотировались 5 пар кандидатов (явка составила 53,61 %). Во втором туре 29 марта, Рено Беретти и Марина Ферари были избраны с поддержкой 72,45 % на 2015—2021 годы. Явка на выборы составила 54,02 %.
| Мандат | Мандат | Кандидаты                            |                | Партия             | Первый тур | Первый тур     | Второй тур | Второй тур |
| Мандат | Мандат | Кандидаты                            | Кол-во голосов | Партия             | % голосов  | Кол-во голосов | % голосов  |            |
| ------ | ------ | ------------------------------------ | -------------- | ------------------ | ---------- | -------------- | ---------- | ---------- |
| 2015   | 2021   | Рено Беретти и Марина Ферари         |                | СНД                | 4273       | 48,17          | 5997       | 72,45      |
| 2015   | 2021   | Серж Гатье и Жульен Гурделье         |                | Национальный фронт | 2182       | 24,60          | 2280       | 27,55      |
| 2015   | 2021   | Денис Делаж-Дамон и Андрэ Гименез    |                | СП                 | 1163       | 13,11          | -          | -          |
| 2015   | 2021   | Марион Жерло и Филип Перрен          |                | ЕЭЗ                | 888        | 10,01          | -          | -          |
| 2015   | 2021   | Даниэль Женинатти Рию и Грегори Пино |                | Левый фронт        | 365        | 4,11           | -          | -          |